# 多田鳴鳳
多田 鳴鳳（ただ めいほう、生没年不詳）は江戸時代後期の家相家・方鑑家で、土御門家の直弟子とされている。
水魚道人によると鳴鳳は、土御門家の許可を得て『洛地準則』という家相書を発行した。
また、鳴鳳の著作の写本として、『方位極秘 天機妙訣 造命宝典（上・下）』や『方鑑秘竅全書（前編・後編）』が現存している。いずれも、原典の発行年は不明。